# Pseudotrimezia diamantinensis
Pseudotrimezia diamantinensis är en irisväxtart som beskrevs av Pierfelice Ravenna. Pseudotrimezia diamantinensis ingår i släktet Pseudotrimezia och familjen irisväxter. Inga underarter finns listade i Catalogue of Life.